# Josef von Haas
Josef von Haas (* 1847 in Tokat, Anatolien; † 26. Juli 1896 Ningbo, China) war kaiserlich-königlicher Generalkonsul der Österreich-Ungarischen Monarchie in Shanghai.

## Leben
Josef von Haas, ein Sohn von Ferdinand von Haas (* 1814 in Chotieschau (Chotěšov) bei Mies (Stříbro); † 1867 in Busovača in Bosnien-Herzegowina), Konsul in Ioannina in Nordgriechenland, Generalkonsul in Sarajewo in Bosnien, war Absolvent des Theresianums in Wien, Sprachwissenschaftler und Dolmetscher, durch Jahre im diplomatischen Dienst der Österreich-Ungarischen Monarchie. Als Mitglied der Royal Asiatic Society of Great Britain and Ireland, einer Gesellschaft mit Sitz in London, kam er in Verbindung zu Paul Georg von Möllendorff, 1882–1885 Vizeminister am Königshof in Seoul in Korea. Im Jahr 1879 erreichte Josef von Haas auf dem Seeweg die Küstenstadt Shanghai und wurde im dortigen österreichischen Generalkonsulat im Jahre 1879 Vizekonsul. Anschließend nahm er ein Angebot aus Korea an und war in Seoul in Zusammenarbeit mit Paul Georg von Möllendorf 1883 bis 1884 koreanischer Seezolldirektor (Commissioner of Customs). Zurückgekehrt nach Shanghai, übernahm er 1895 als Generalkonsul das dortige kaiserlich-königlich österreichische Generalkonsulat. Er war Förderer des naturhistorischen Hofmuseums in Wien und erhielt im Oktober 1895 eine Goldmedaille des österreichischen Kaisers Joseph I. von Habsburg.
Josef von Haas war der Verfasser des Deutsch-Chinesischen Conversationsbuchs, erschienen in Shanghai, Kelly und Walsh 1885. Einer seiner Vorträge, Über den Handel Chinas, wurde 1895 in Wien gedruckt.
Im Jahre 1896 ertranken er, seine Ehefrau und der italienische Konsul, dessen Name nicht überliefert ist, beim Baden im Meer bei der Küstenstadt Ningbo (China).